# Bulusan
Bulusan (Bayan ng Bulusan) är en kommun i Filippinerna. Kommunen ligger på ön Luzon, och tillhör provinsen Sorsogon. Folkmängden uppgår till 22 884 invånare år 2015.

## Bildgalleri

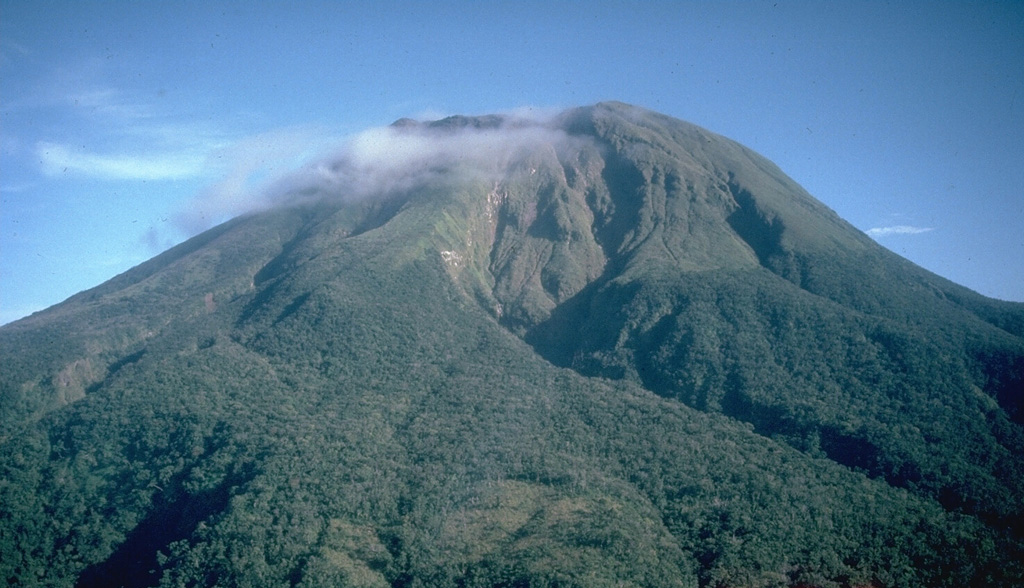

## Barangayer
Bulusan är indelat i 24 barangayer.
| - Bagacay - Central (Pob.) - Cogon - Dancalan - Dapdap (Pob.) - Lalud - Looban (Pob.) - Mabuhay (Pob.) - Madlawon (Pob.) - Poctol (Pob.) - Porog - Sabang (Pob.) | - Salvacion - San Antonio - San Bernardo - San Francisco (Kapangihan) - San Isidro - San Jose - San Rafael - San Roque - San Vicente (Buhang) - Santa Barbara - Sapngan (Pob.) - Tinampo |